# Teatro simbolista
O teatro simbolista surgiu em meados do século XIX na França. Com diálogos mais realistas e sem romances. As divergências entre os personagens é uma marca deste estilo teatral ainda hoje presente nos palcos.
Os dramaturgos Maurice Maeterlinck (primeiro dramaturgo agraciado pelo Prêmio Nobel de Teatro, em 1911), o italiano Gabriele d’Annunzio e o russo Leonid Andreiev foram de grande importância para este estilo teatral.
Com carácter diferenciado da época, o novo estilo revolucionou em todas as esferas cênicas. 
Palcos giratórios, projeções e iluminações especiais com a concepção cênica de Gordon Craig.
Críticas foram concebidas pelo rompimento do teatro convencional.